# Yue Yuan
Yue Yuan (23 de julho de 1987) é uma jogadora de vôlei de praia chinesa.

## Carreira
Nos Jogos Olímpicos de Verão de 2016 ela representou  seu país ao lado de Wang Fan, caindo nas oitavas-de-finais.

## Títulos e resultados
- 3* de Xiamen do Circuito Mundial de 2017